# غاز قهقهه‌زن آلیوتی
غاز قَهقَهه‌زن آلیوتی یا غاز غُلغُله‌گر آلیوتی (نام علمی: Branta hutchinsii leucoparia) یک زیرگونه کوچک از غازهای غلغله‌زن با میانگین ۱٫۷ تا ۲٫۱ کیلوگرم (۳٫۷ تا ۴٫۶ پوند) وزن است. این یکی از ۱۲۲ گونه جانور، پرنده و ماهی بود که برای نخستین بار توسط سفرنامه لوئیس و کلارک (سپاه کشف) برای علم ثبت شد.

## آرایه‌شناسی
در گذشته تصور می‌شد که این غاز زیرگونه‌ای از غاز کانادایی به نام Branta canadensis leucoparia است. غاز قهقهه‌زن برینگ، یک جمعیت/زیرگونه مرتبط، در جزایر کوماندورسکی و کوریل زندگی می‌کرد. این جمعیت به‌طور چشمگیری از جمعیت آلیوتی متمایز نبود، و دربارهٔ اعتبار زیرگونه مورد بحث است، زیرا B.h. asiatica. در حدود سال ۱۹۲۰ یا بیشتر (آخرین بار در سال ۱۹۱۴ یا ۱۹۲۹ دیده شد)، این پرندگان از شکار انسان‌ها و روباه قطبی منقرض شدند.

## ویژگی‌ها
از نظر ظاهری شبیه غاز قهقهه‌زن کوچک (B.h. minima) است که کوچک‌تر است و دارای رنگ سینه تیره با قالبی مایل به ارغوانی یا قهوه‌ای است، در حالی که غاز قهقهه‌زن Taverner (B.h. taverneri) بزرگ‌تر است و سینه روشن‌تری دارد. رنگ هر دو B. h. minima و B. h. taverneri گاهی حلقه‌های گردنی سفید دارند، اما این حلقه‌ها معمولاً باریک یا نامشخص هستند.